# Zespół Szkolno-Przedszkolny w Niemstowie
Zespół Szkolno-Przedszkolny w Niemstowie – szkoła podstawowa w Niemstowie.

## Historia
Szkolnictwo w Niemstowie rozpoczęło się w 1875 roku. Przydatnym źródłem archiwalnym do poznania historii oświaty w czasach Galicji są austriackie Szematyzmy Galicji i Lodomerii, które podają wykaz szkół ludowych, wraz z nazwiskami ich nauczycieli.
Szkoła w latach 1875–1879 była filialna, a w latach 1879–1906 była jedno-klasowa, a od 1906 była już 2-klasowa. Od 1903 roku szkoła posiadała już nauczycieli: pomocniczych, którymi byli: Leopoldyna Olenkiewiczówna (1903–1904), Waleria Krzemieniecka (1904–1905), Franciszka Hauserówna (1905–1906), Stefania Gładyszówna (1906–1908), Franciszek Mierniczak (1908–1910), Józef Pasławski (1910–1913), Dymitr Hul (1913–1914?).
W 2012 roku szkoła filialna została zlikwidowana, a następnie zorganizowano 6-letnią szkołę niepubliczną prowadzoną przez „Stowarzyszenie Cieszanów.pl”.
23 września 2017 roku utworzono Zespół Szkolno-Przedszkolny w Niemstowie.
Kierownicy szkoły
1875–1878. Szymon Szewczyk.
1878–1882. Kazimiera Sieklucka.
1882–1886. Izydor Ornatowski.
1886–1892. Jadwiga Skibińska.
1892–1893. Posada opróżniona.
1893–1895. Maria Wąsowicz.
1895–1896. Tytus Mitro.
1896–1897. Maria Gilowska.
1897–1898. Posada opróżniona.
1898–1899. Jan Krasucki.
1899–1900. Helena Pilecka.
1900–1913. Grzegorz Łebedowicz.
1913–1914. Józef Pasławski.

## Znani absolwenci
- por. Piotr Mazurek